# Moreira do Castelo
Moreira do Castelo ist eine Gemeinde (Freguesia) im portugiesischen Kreis Celorico de Basto. In ihr leben 584 Einwohner (Stand 19. April 2021).